# Ратнер, Борис Яковлевич
Борис Яковлевич Ратнер (1909—1974) — советский шахматист, мастер спорта СССР (1945), журналист. Судья всесоюзной категории.

## Биография
Участник чемпионата СССР 1945 г. Неоднократный участник полуфиналов чемпионатов СССР (лучший результат — в 1945 г.: дележ 2—3 мест с А. Н. Кобленцем, право участвовать в чемпионате СССР и звание мастера спорта).
Бронзовый призер чемпионатов Украинской ССР 1931 и 1944 гг. (в 1931 г. разделил 3—5 места с А. М. Константинопольским и А. С. Селезневым; в 1944 г. — 3—6 места с Н. А. Копаевым, А. П. Сокольским и А. А. Банником).
Неоднократный чемпион Киева (1934, 1937, 1951 гг.; в чемпионатах 1934 и 1937 гг. разделил 1—2 места с А. М. Константинопольским и А. Л. Хавиным соответственно).
Победитель всесоюзного турнира промкооперации 1935 г. (разделил 1—2 места с выступавшим вне конкурса В. Н. Пановым).
В составе сборной пролетстуда победитель всесоюзного командного турнира 1929 г. В составе сборной Украинской ССР бронзовый призер командного чемпионата СССР 1951 г., участник командных чемпионатов СССР 1948 и 1953 гг., командных матчей со сборными Белорусской ССР (1935 г.) и Москвы (1937 г.). В составе сборной Киева участник матча со сборной Ленинграда (1932 г.).
Автор многих статей на разные шахматные темы. В 1936—1939 гг. заместитель главного редактора газеты «Шахіст». Редактор шахматных отделов в газете «Більшовик» и журнале «Спорт».
Участник Великой Отечественной войны.
По некоторым сведениям, находившаяся во время войны в Киеве семья Ратнера спаслась благодаря помощи Ф. П. Богатырчука.

## Спортивные результаты
| Год         | Город          | Соревнование                                                             | +  | − | =  | Результат | Место                         |
| ----------- | -------------- | ------------------------------------------------------------------------ | -- | - | -- | --------- | ----------------------------- |
| 1928        | Одесса         | 5-й чемпионат Украинской ССР                                             | 1  | 4 | 10 | 6 из 15   | 10—13                         |
| 1929        | Киев           | Тренировочный турнир                                                     |    |   |    |           |                               |
|             | Киев           | Чемпионат Киева                                                          | 4  | 5 | 4  | 6 из 13   | 8—10                          |
|             | Одесса         | Всесоюзный командный турнир (сборная пролетстуда, 8-я доска)             |    |   |    | 5 из 8    | 1 на доске, команда — чемпион |
| 1930        | Киев           | Чемпионат Киева                                                          | 5  | 3 | 2  | 6 из 10   | 3—5                           |
| 1931        | Харьков        | 6-й чемпионат Украинской ССР                                             | 4  | 3 | 4  | 6 из 11   | 3—5                           |
| 1932        | Киев           | Чемпионат Киева                                                          | 8  | 3 | 3  | 9½ из 14  | 6                             |
|             | Киев           | Тренировочный турнир                                                     | 3  | 5 | 1  | 3½ из 9   | 7—9                           |
|             | Киев           | Матч Киев — Ленинград (против Д. О. Ровнера, Л. И. Куббеля и И. В. Зека) | 0  | 1 | 2  | 2 из 3    |                               |
| 1933        | Киев           | Чемпионат Киева                                                          | 5  | 5 | 1  | 5½ из 11  | 7                             |
|             | Киев           | Тренировочный турнир                                                     | 4  | 2 | 2  | 5 из 8    | 1—3                           |
| 1934        | Киев           | Чемпионат Киева                                                          |    |   |    |           | 1—2                           |
|             | Киев           | Тренировочный турнир                                                     |    |   |    |           |                               |
| 1935        | Иваново        | Всесоюзный турнир промкооперации                                         | 10 | 0 | 2  | 11 из 12  | 1—2                           |
|             |                | Матч Украинская ССР — Белорусская ССР                                    |    |   |    |           |                               |
| 1936        | Киев           | Чемпионат Киева                                                          |    |   |    |           |                               |
|             | Киев           | 8-й чемпионат Украинской ССР                                             | 2  | 3 | 12 | 8 из 17   | 10                            |
| 1937        | Ростов-на-Дону | Всесоюзный турнир I категории (группа 3)                                 | 5  | 2 | 7  | 8½ из 14  | 5                             |
|             | Киев           | Чемпионат Киева                                                          |    |   |    |           | 1—2                           |
|             | Киев           | 9-й чемпионат Украинской ССР                                             | 4  | 3 | 10 | 9 из 17   | 7—10                          |
|             | Киев           | Матч Украинская ССР — Москва                                             |    |   |    |           |                               |
| 1939        | Днепропетровск | 11-й чемпионат Украинской ССР                                            | 2  | 5 | 8  | 6 из 15   | 11—12                         |
| 1944        | Киев           | 13-й чемпионат Украинской ССР                                            | 6  | 3 | 3  | 7½ из 12  | 3—6                           |
| 1945        | Киев           | Полуфинал 14-го чемпионата СССР                                          | 8  | 2 | 4  | 10 из 14  | 2—3                           |
|             | Москва         | 14-й чемпионат СССР                                                      | 3  | 8 | 6  | 6 из 17   | 16                            |
|             | Киев           | 14-й чемпионат Украинской ССР                                            | 1  | 2 | 1  | 1½ из 4   | ---                           |
| 1947        | Киев           | 16-й чемпионат Украинской ССР                                            | 3  | 5 | 8  | 7 из 16   | 11—14                         |
| 1948        | Киев           | 17-й чемпионат Украинской ССР                                            | 4  | 7 | 7  | 7½ из 18  | 13—15                         |
|             | Москва         | Командный чемпионат СССР (сборная Украинской ССР, 4-я доска)             | 1  | 1 | 4  | 3 из 6    |                               |
| 1949        | Одесса         | 18-й чемпионат Украинской ССР                                            | 7  | 2 | 10 | 12 из 19  | 4—5                           |
|             | Вильнюс        | Полуфинал 17-го чемпионата СССР                                          | 3  | 4 | 10 | 8 из 17   | 11                            |
| 1950        | Киев           | 19-й чемпионат Украинской ССР                                            | 1  | 6 | 10 | 6 из 17   | 15—16                         |
|             | Горький        | Полуфинал 18-го чемпионата СССР                                          |    |   |    |           |                               |
| 1951        | Киев           | Чемпионат Киева                                                          |    |   |    |           | 1                             |
|             | Ленинград      | Полуфинал 19-го чемпионата СССР                                          |    |   |    | 8 из 18   | 12—14                         |
|             | Тбилиси        | Командный чемпионат СССР (сборная Украинской ССР, 6-я доска)             |    |   |    | 2½ из 5   | Команда — 3-я                 |
| 1951 / 1952 | Ленинград      | Четвертьфинал 20-го чемпионата СССР                                      |    |   |    | 9 из 15   | 4—6                           |
| 1952        | Сочи           | Полуфинал 20-го чемпионата СССР                                          | 5  | 5 | 7  | 8½ из 17  | 10—11                         |
|             | Тула           | Четвертьфинал 21-го чемпионата СССР                                      |    |   |    | 9 из 15   | 6                             |
| 1953        | Ленинград      | Командный чемпионат СССР (сборная Украинской ССР, 4-я доска)             |    |   |    | 3½ из 7   |                               |
| 1955        | Киев           | 24-й чемпионат Украинской ССР                                            | 3  | 5 | 9  | 7½ из 17  | 13—14                         |
| 1956        | Киев           | 25-й чемпионат Украинской ССР                                            | 1  | 4 | 14 | 8 из 19   | 15—16                         |

## Книги
- Вибрані партії шахістів в України. Київ, 1952. (В соавторстве с И. О. Липницким).